# Епархия Сент-Огастина
Епархия Сент-Огастина (лат. Dioecesis Sancti Augustini) — епархия Римско-Католической церкви с центром в городе Джэксонвилл, штат Флорида, США. Епархия Сент-Огастина входит в митрополию Майами. Кафедральным собором епархии Сент-Огастина является Собор святого Августина.

## История
9 января 1857 года Святой Престол учредил апостольский викариат Флориды, выделив его из епархии Саванны.
11 марта 1870 года Римский папа Пий XI издал бреве Quo catholico nomini, которым преобразовал апостольский викариат Флориды в епархию Сент-Огастина, которая вступила в митрополию Балтимора.
25 мая 1958 года епархия Сент-Огастина передала часть своей территории новой епархии Майами. 10 февраля 1962 года епархия Сент-Огастина вступила в митрополию Атланты.
2 марта 1968 года епархия Сент-Огастина передала часть своей территории новым епархии Орландо и епархии Сент-Питерсберга. В этот же день епархия Сент-Огастина вступила в новую митрополию Майами.
1 октября 1975 года епархия Сент-Огастина передала часть своей территории новой епархии Пенсаколы — Таллахасси.

## Ординарии епархии
- епископ Огюстен Веро[англ.] (21.12.1857 — 10.06.1876)
- епископ Джон Мур[англ.] (16.02.1877 — 30.07.1901)
- епископ Уильям Джон Кенни[англ.] (25.03.1902 — 24.10.1913)
- епископ Майкл Джозеф Кёрли[англ.] (3.04.1914 — 10.08.1921) — назначен архиепископом Балтимора
- епископ Патрик Джозеф Бэрри[англ.] (22.02.1922 — 13.08.1940)
- епископ Джозеф Патрик Хëрли[англ.] (16.08.1940 — 30.10.1967)
- епископ Пол Фрэнсис Тэннер[англ.] (15.02.1968 — 21.04.1979)
- епископ Джон Джозеф Снайдер[англ.] (02.10.1979 — 12.12.2000)
- епископ Виктор Бенито Галеоне[англ.] (26.06.2001 — 27.04.2011)
- епископ Фелипе де Хесус Эстевес[англ.] (27.04.2011 — 24.05.2022)
- епископ Эрик Томас Полмайер[англ.] (с 24.05.2022)

## Источник
- Annuario Pontificio, Libreria Editrice Vaticana, Città del Vaticano, 2003, ISBN 88-209-7422-3
- Бреве Quo catholico nomini, Pii IX Pontificis Maximi Acta. Pars prima, Vol. V, Romae 1871, стр. 136  (лат.)